# Озарк (сериал)
„Озарк“ (на английски: Ozark) е американски сериал по идея на Бил Дюбюк и Марк Уилямс. Първи сезон е пуснат по Netflix на 21 юли 2017 г. На 15 август 2017 г. е подновен за втори сезон, който е пуснат на 31 август 2018 г. На 10 октомври 2018 г. е подновен за трети сезон, който е пуснат на 27 март 2020 г. На 30 юни 2020 г. Netflix подновява сериала за четвърти и последен сезон, който ще се състои от 14 епизода, разделени на две части. Първата част е пусната на 21 януари 2022 г., а втората – на 29 април 2022 г.